# Godoy Cruz
Godoy Cruz – miasto w Argentynie, położone w północnej części prowincji Mendoza.

## Opis
Miejscowość została założona w 1872 roku. Przez miasto przebiega droga dwujezdna-RN40 i linia kolejowa. Obecnie Godoy Cruz jest miejscowością turystyczną, casino.

## Gospodarka
W mieście rozwinął się przemysł spożywczy, petrochemiczny, włókienniczy, skórzany oraz drzewny.

## Demografia

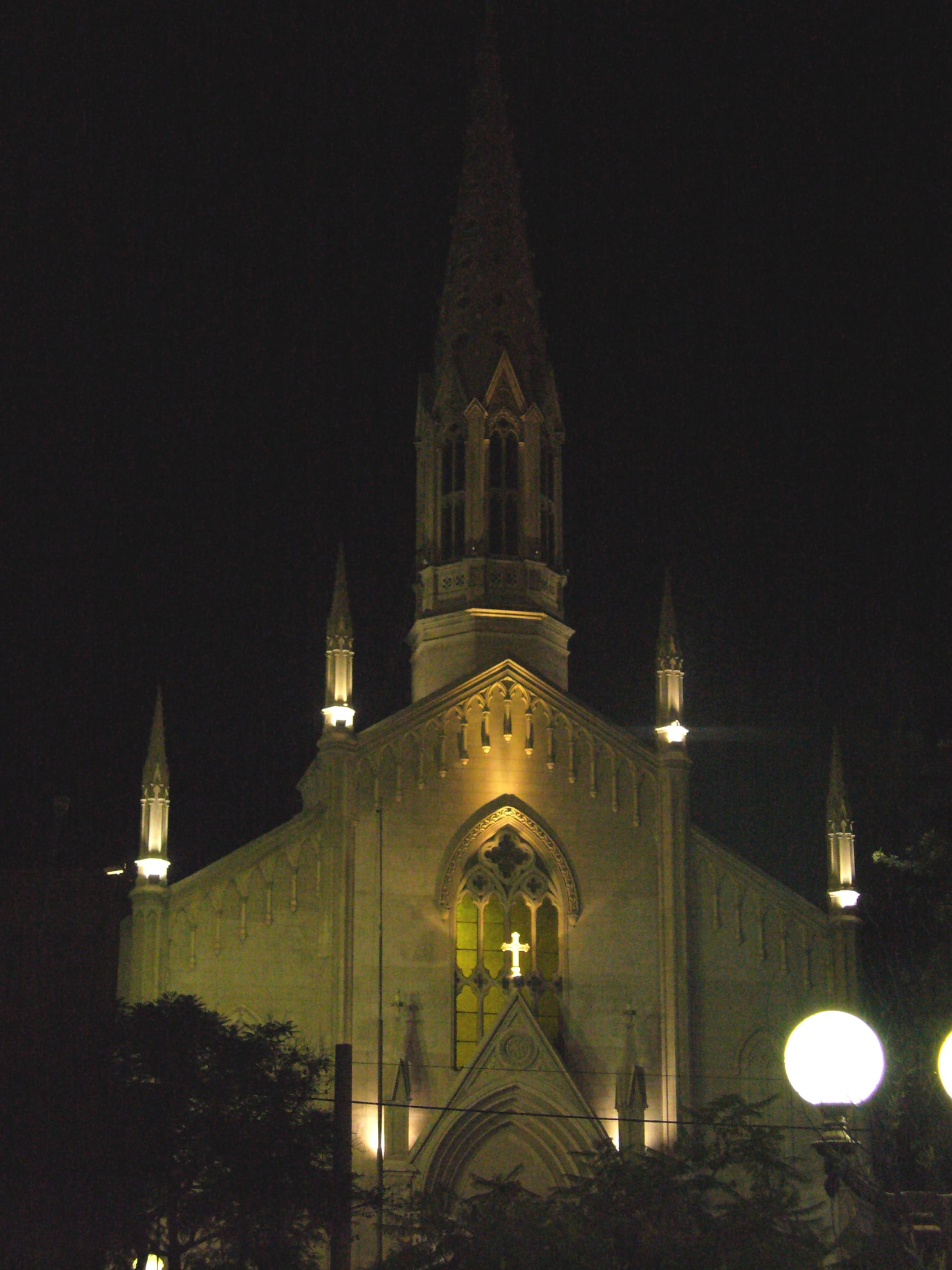
Kościół Saint Vincent

## Dzielnice
- Villa Hipódromo
- Gobernador Benegas
- Villa Marini
- Barrio Atsa
- Pareditas
- Barrio San Vicente
- Ciudad

## Edukacja
- Champagnat University - uniwersytet prywatny[4].

## Sport
- Godoy Cruz Antonio Tomba - klub sportowy, znanym głównie ze swojej sekcji piłki nożnej.